# Pascal (cantante)
Pascal André Marie Fernand Marchand Lañas (Lima, 23 de julio de 2000), conocido simplemente Pascal, es un cantante y compositor peruano de ascendencia francesa, que ha consolidado su carrera artística en el reguetón, pop y balada romántica. Alcanzó reconocimiento por haber interpretado canciones para telenovelas y series de televisión en su país.

## Biografía

### Primeros años
Nació el 23 de julio de 2000 en la capital peruana Lima, bajo el nombre de Pascal André Marie Fernand Marchand Lañas.[cita requerida]
Es proveniente de una familia ligada a la música, talento heredado de su abuelo, quién era compositor y guitarrista, que le ha permitido seguir sus pasos desde temprana edad. Realizó sus estudios escolares en el Newton College,[cita requerida] donde en el cual se presentaba en diferentes actividades artísticas, y tras concluir la secundaria, se muda a Boston para estudiar la carrera de música en el Berklee College of Music.

### Trayectoria
Pero no fue hasta 2017, cuando decidió emprender una carrera musical bajo el simple nombre de «Pascal», gracias por aceptar la propuesta del músico y productor peruano Juan Carlos Fernández, con quién grabó su primera canción «Yo quiero» al año siguiente, en el cual entró a la banda sonora de la telenovela En la piel de Alicia. Gracias al éxito de su primer sencillo, le ha permitido a Marchand viajar a Miami para la elaboración de su siguiente material Sonrisas, siendo compuesta por él mismo.
Más tarde, interpreta «Quédate un ratito», canción de su tercer LP del mismo nombre en el año 2019, incluyendo un videoclip contando con la presencia de la modelo y personalidad de televisión Luciana Fuster, quién fue protagonista del proyecto, consolidándose así en el género pop.
Al año siguiente, lanza su cuarto tema «Pa' que me la imaginé», manteniéndose en el pop. Previo a ello, Marchand fue invitado al festival virtual Juntos Somos + Fuertes de La Liga Contra el Cáncer, en medio de la coyuntura por la pandemia de COVID-19, compartiendo con otros artistas nacionales e internacionales.
En el año 2021, interpreta la canción «Natural» de la mano de la compositora venezolana Claudia Prieto y el cantante peruano Ezio Oliva, incluyendo un videoclip grabado en Miami, y prestó su colaboración con el grupo musical Alkilados para el sencillo «Y si alguien te ve». Marchand fue telonero de los Premios Grammy Latinos y el concierto del dúo Zion & Lennox en Perú el año 2022, donde en éste primero presentó su reciente canción «Asi nos queremos» y lanzó su siguiente LP Me pasé de copasbajo la producción musical de Vicente Jiménez, con quién trabajó con otros artistas urbanos como Maluma y Nicky Jam. Colaboró con la banda sonora de la teleserie Al fondo hay sitio, interpretando el tema «Pensando en ti» a dueto con la actriz y cantante Arianna Fernández.
En el año 2023, Marchand fue parte de la elaboración de su nuevo disco Nos escapamos, añadiendo ritmos urbanos, sin dejar de lado al pop. Dentro de su proyecto, contó con la presencia del productor Fux Beat, quién elaboró la canción. Adicionalmente, interpreta «Bailando», canción de su autoría con la colaboración de Joaquín Rivera, en homenaje a la cultura popular de su país, añadiendo la música afroperuana a sus temas. A fines de año, interpreta la canción «Easy» con el mismo formato de Quédate un ratito. En abril de 2024 publica "Nos Duele Tanto", canción que presenta en su primer tour promocional en España logrando generar su primer impacto en ese mercado y realizando múltiples actividades incluyendo un exitoso showcase en la capital madrileña. Este sencillo sería elegido tema de novela en la popular serie "Los Otros Concha" en Perú. La canción comienza a generar un notable revuelo y se vuelve viral en Tik Tok posicionando a Pascal como único artista solista de origen peruano en el Top50 Chart de Spotify, manteniéndose durante 30 semanas en charts y alcanzando el estatus de Platino. Gracias al éxito de esta canción, viaja a México donde comienza a destacarse e impactar entre el público juvenil del país y recibir importantes halagos de los medios. A finales del 2024 publica "Borracho El Corazón" su primera colaboración junto al artista español de pop Polo Nández, regresando a España en un nuevo tour promocional e invitado a los populares Premios Los40 Music Awards. El artista limeño continúa desarrollando su marca a nivel internacional con el lanzamiento de "Pa La Luna" donde repite con el productor Carlos Almazan, responsable del éxito "Nos Duele Tanto" y se embarca en un nuevo tour promocional por España con una agenda promocional incansable que incluye presentaciones en Canarias de la mano de Los40. Actualmente Pascal es el talento latino llegado de Perú de mayor proyección y su nombre realmente está generando un impacto y boca oreja en la industria musical latina.  [cita requerida]

## Discografía

### LP
- 2018: Yo quiero
- 2019: Sonrisas
- 2019: Quédate un ratito
- 2020: Dame tu mano
- 2020: Da-ño
- 2020: Pa' que me imaginé[8]
- 2021: Al revés
- 2021: Y si alguien te ve
- 2021: Natural
- 2022: Guaya
- 2022: Me pasé de copas
- 2022: Todo es tan distinto
- 2022: Tanta locura
- 2022: Asi nos queremos
- 2023: Bailando
- 2023: Nos escapamos
- 2023: Easy
- 2024: Nos Duele Tanto
- 2024: Borracho El Corazón (ft. Polo Nandez)
- 2025: Pa La Luna

### Sencillos
- 2022: Pensando en ti (ft. Arianna Fernández)
- 2022: Todo es tan distinto (ft. Arianna Fernández)